# Барнуковка (село)
Барнуковка — село в Балтайском районе Саратовской области Российской Федерации, является административным центром Барнуковского муниципального образования.

## Общая информация
Село Барнуковка располагается на одноименной реке Барнуковка, которая в летней период пересыхает практически полностью. Через населённый пункт проходит автодорога Балтай - Вольск.  

## История села
К югу от тракта из Донгуза в Вольск в 1784 году у одноимённой речки была основана деревня Барнуковка. Земли в этом населённом пункте были государственные и удельные.Одноимённая железнодорожная станция находится в нескольких километрах от села. В середине XIX века здесь имелась своя церковь и две работающие мельницы.
На месте старой церкви тщанием прихожан в 1874 году была построена новая. Здание было деревянным, с колокольней и тремя престолами: главный во имя иконы Казанской Божией Матери, в приделах во имя святителя и чудотворца Николая и святого великомученика Пантелеймона.
После революции в Барнуковке был сформирован сельсовет. В годы Гражданской войны вблизи села орудовала банда Попова.
За годы Великой Отечественной войны домой не вернулись более 350 человек – жителей Барнуковки.
Современное здание школы было построено в селе в 1964 году. В 1967 году был построен новый Дом культуры.

## Население
По данным переписи населения 2010 года в селе Барнуковка проживало 708 человек, из них 327 мужчин и 381 женщина.
| 2002 | 2010 |
| ---- | ---- |
| 799  | ↘708 |

## Инфраструктура
В настоящее время на территории села действуют отделения связи и Сбербанка, Дом культуры, средняя общеобразовательная школа и детский сад. 
Несколько сельскохозяйственных предприятий работают здесь, из крупных сельскохозяйственная артель "Барнуковская" и ООО "Барнуковский элеватор". 
В приспособленном помещении 24 декабря 1994 года был освящён храм в честь иконы Божией Матери "Казанская". При храме открыта воскресная школа.
На против Дома культуры, в центре села сооружена мемориальная композиция в память о воинах барнуковцев погибших в годы Великой Отечественной войны.

## Известные люди
- Павел Константинович Фофанов - командир орудия 90-го артиллерийского полка 19-й стрелковой дивизии 64-го стрелкового корпуса 57-й армии 3-го Украинского фронта, полный кавалер Ордена славы.

## Уличная сеть
В селе несколько улиц: Улица Ленина, Новая улица, Полевая улица, Почтовая улица, Рабочая улица.

## Фотогалерея
- Виды села
- Сельский Дом культуры
- Медицинский пункт
- Школа
- Детский сад

- Виды села
- Памятник солдатам-освободителям
- Списки погибших ветеранов А-К
- Списки погибших ветеранов К-Я
- Обелиск